# Rick Ducommun
Pour les articles homonymes, voir Ducommun.
Rick Ducommun est un acteur canadien né le 3 juillet 1952 à Prince Albert (Canada) et mort à Vancouver le 12 juin 2015.

## Filmographie

### Comme acteur
- 1984 : Rockin' America (série TV) : L'hôte
- 1984 : Pris sur le vif (No Small Affair) : Groom
- 1986 : The Last Precinct (série TV) : Officer « Raid » Raider
- 1986 : George Carlin: Playin' with Your Head (TV) : The Bad Guys
- 1986 : Un sacré bordel ! (A Fine Mess) : Wardell
- 1987 : On Location: The Roseanne Barr Show (TV) : Mr. Phelps
- 1987 : La Folle Histoire de l'espace (Spaceballs) : Gardien de prison
- 1988 : Piège de cristal (Die Hard) de John McTiernan : Walt, City Worker
- 1989 : Les Experts (The Experts) : Sparks
- 1989 : Les Banlieusards (The `burbs) : Art Weingartner
- 1989 : Little Monsters : Snik
- 1990 : À la poursuite d'Octobre rouge (The Hunt for Red October) : Navigator C-2A
- 1990 : Gremlins 2 : La Nouvelle Génération (Gremlins 2: The New Batch) : Clamp Center Security Guard
- 1991 : Le Dernier Samaritain (The Last Boy Scout) : Pool Owner
- 1992 : L'Homme d'Encino (Encino Man) : Mr. Brush
- 1992 : Class Act de Randall Miller : Parole Officer Reichert
- 1993 : Alarme fatale (Loaded Weapon 1) : District Attorney
- 1993 : Un jour sans fin (Groundhog Day) : Gus
- 1993 : Last Action Hero de John McTiernan : Ripper's Agent
- 1993 : Le Tueur du futur (Ghost in the Machine) : Phil Stewart
- 1994 : L'Apprenti millionnaire (Blank Check) : Henry
- 1994 : Un chien peut en cacher un autre (The Shaggy Dog) (TV) : Agent Kelly
- 1995 : Jury Duty : Le vrai Frank
- 1999 : Quelle vie de chien ! (Dogmatic)
- 1999 : Terrorisme en haute mer (Final Voyage) : Jasper
- 2000 : Scary Movie : Le père de Cindy
- 2000 : La Confiance des chevaux (Ready to Run) (TV) : Voix de « Cyclone »
- 2000 : MVP: Most Valuable Primate : Coach Marlowe
- 2001 : Harvard Story (Harvard Man) : Police Officer Martino
- 2002 : Magic Baskets (Like Mike) : Dad Outside Arena
- 2003 : Pauly Shore est mort (Pauly Shore Is Dead) : Mitch Rosenburg
- 2004 : Funky Monkey : Father Rick
- 2004 : Back by Midnight : Wilson

### Comme scénariste
- 1989 : Rick Ducommun: Piece of Mind (TV)